# Luise Reuss-Belce

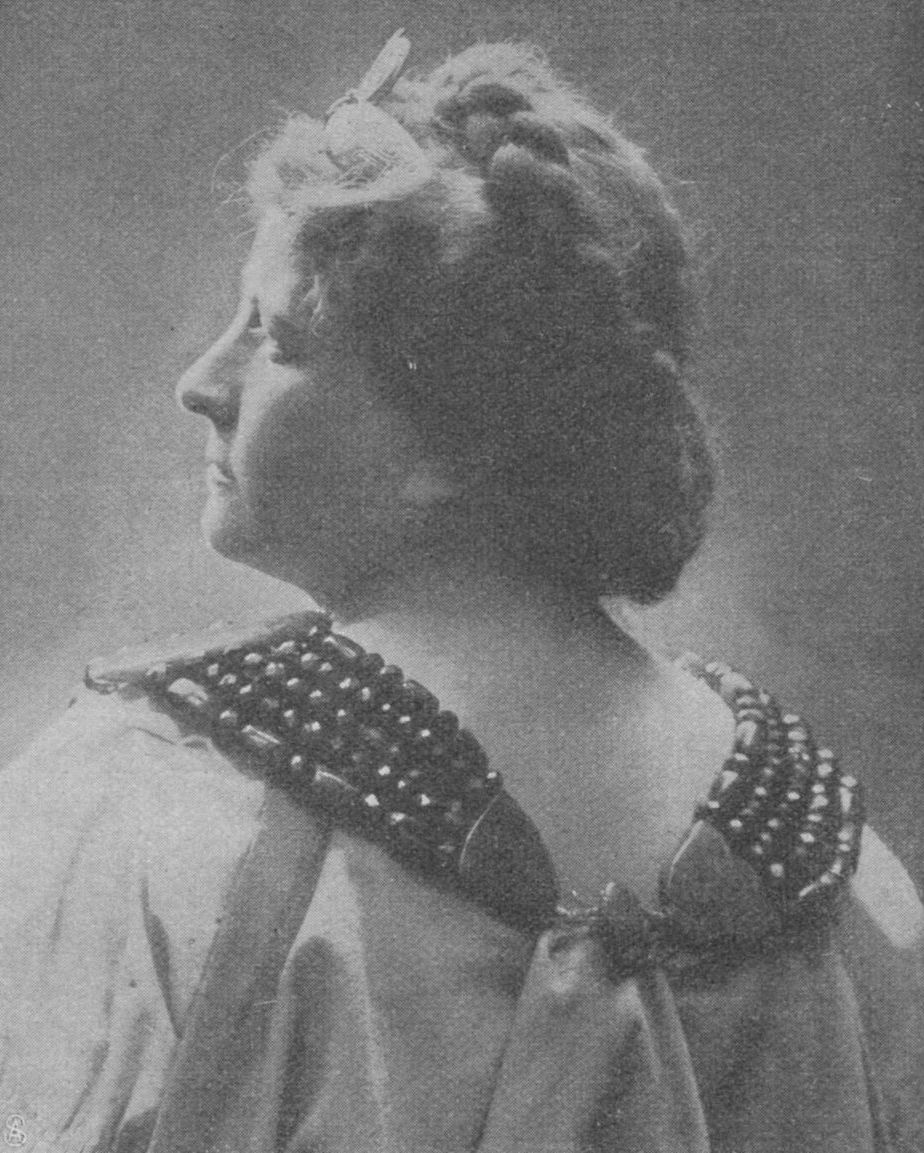
Luise Reuß-Belce als Fricka in Bayreuth, 1904

Luise Reuss-Belce (geboren am 24. Oktober 1860 in Wien; gestorben am 5. März 1945 bei Aichach) war eine österreichisch-deutsche Opernsängerin (Sopran). Sie wirkte in ihren letzten Lebensjahren als Opernregisseurin und Gesangslehrerin.

## Leben
Aloisia („Luise“) Theresia Baumanns Eltern waren der Kaufmann Gustav Baumann (* 1820 Wien; † 1892 Karlsruhe) und Theresia Baumann, geb. Köllisch (* 1827 Wien, † 1919 Berlin). Sie trat zunächst unter dem Pseudonym Luise Belce auf. 1885 heiratete sie in Karlsruhe den Komponisten und Musikpädagogen Eduard Reuss (* 1851 New York City; † 1911 Dresden) und trug nun den Doppelnamen, unter dem sie bekannt wurde. Ihr Sohn Wilhelm Franz Reuss (* 1886 Karlsruhe; † 1945 Königsberg) wurde Dirigent, ihre Tochter Elisabeth Reuss (* 1891 Karlsruhe; † 1940 Berlin-Wilmersdorf) Konzertsängerin und Gesangspädagogin.
Luise Belce studierte in Wien bei Josef Gänsbacher und Moritz Laufer. Sie debütierte im Mai 1881 am Hoftheater Karlsruhe als Elsa im Lohengrin so erfolgreich, dass sie sofort engagiert wurde. Dort übernahm sie auch weitere bedeutende Rollen, in Premieren etwa die Kassandra in Les Troyens (1890) und die Titelrolle in Max von Schillings’ Ingwelde (1894). Ihr Engagement in Karlsruhe endete 1896, als ihre Stelle mit einer Konkurrentin besetzt wurde. Von 1897 bis 1901 war sie am damals neu eröffneten Hoftheater Wiesbaden engagiert. Von 1901 bis 1903 war sie Mitglied der Metropolitan Opera in New York. Hier sang sie neben ihren großen Wagner-Partien auch die Jolanthe in Der Wald von Ethel Smyth. Von 1901 bis 1907 gastierte sie an der Hofoper Dresden. 1884 gastierte sie in München; 1899 in Amsterdam; 1893 und 1900 an der Covent Garden Opera in London. Sie trat ferner an verschiedenen weiteren Orten Deutschlands auf.
Von 1882 bis 1912 gehörte Reuss-Belce zu den Sängern der Bayreuther Festspiele, wo sie zunächst in verschiedenen Rollen auftrat; ab 1899 jedoch durchgehend als Fricka, welches als ihre Glanzrolle bezeichnet wurde. Sie erwies sich dabei als prägend für den Stil dieser Wagner-Festspiele. Von 1908 bis 1933 war sie ferner dramaturgische Assistentin der Spiele.
Ab 1907 trat Reuss-Belce nur noch in Bayreuth auf; nach 1912 war die nun verwitwete Reuss-Belce nicht mehr auf der Bühne zu sehen. Sie lebte mittlerweile in Berlin. Sie begann eine Tätigkeit als Gesangspädagogin und Opernregisseurin, in letzterer Funktion ab 1916 am Deutschen Opernhaus (Bezeichnung ab 1925: Städtische Oper Berlin). Auch in Nürnberg war sie nach 1913 tätig. Ihre Karriere beendete sie 1933.
Sie starb 1945 im Alter von 84 Jahren auf der Flucht aus der kurz zuvor bombardierten Stadt Dresden: am 5. März wurde sie im bayerischen Aichach tot aus einem Flüchtlingszug aus Sachsen geborgen. Sie soll die letzte Sängerin gewesen sein, die noch unter Wagners Leitung aufgetreten war.